# En ung kunstner (Ditlev Blunck) betragter en skitse i et spejl
En ung kunstner (Ditlev Blunck) betragter en skitse i et spejl er et maleri af Wilhelm Bendz fra 1826, det er et i rækken af Den danske guldalders mange kunstnerportrætter.

## Motiv
Maleriet viser Bendz' studiekammerat, Ditlev Blunck, der har taget sig en pause fra sit malerarbejde, hvor han undersøger en skitse til sit portrætmaleri af bataljemaleren Jørgen Sonne. Blunck holder skitsen op foran et spejl for at se, om kompositionen virker spejlvendt.
Maleriet viser, at denne tids malere betragtede sig selv som seriøst arbejdende og selvbevidste kunstnere. Billedets maler, Ditlev Blunck, står i et tætpakket rum omgivet af sine redskaber, malerkassen, paletten og staffeliet, samt et kranium og en skitseblok, der signalerer det grundige studium, der går forud for udførelsen af maleriet.
Der går en zigzagbevægelse gennem den nederste del af billedet til maleriet i Bluncks hænder. Man ser kun bagsiden af hans maleri – forsiden ses kun i spejlet. Dette er en hentydning til datidens opfattelse af kunsten som et spejl af virkeligheden.

## Tilblivelsestidspunkt
Da værket blev malet i 1826, var Wilhelm Bendz stærkt optaget af kunstnernes nye rolle, eftersom de ikke længere blev betragtet som specialiserede håndværkere, men som åndsarbejdere og som kunstnere i moderne forstand. Bendz malede i 1820'erne en række portrætter af kunstnere i arbejde.

## Andre kunstnerportrætter af Wilhelm Bendz
- Billedhuggeren Christen Christensen arbejdende efter levende model i sit værksted, ca. 1827, Den Hirschsprungske Samling.
- En billedhugger (Christen Christensen) arbejder efter levende model i sit atelier, 1827, Statens Museum for Kunst
- Portræt af maleren Niels Peter Holbech, ca. 1830, Fuglsang Kunstmuseum
- Wilhelm Bendz, Kunstnere i Fincks Kaffehus i München, 1832, Thorvaldsens Museum
 Her er portrætteret en række kunstnere: Wilhelm Bendz, Heinrich Heinlein, Hermann Kauffmann, Karl Altmann, Georg Heinrich Crola, A. Borum, Eduard Schleich, Joseph Heinrich Marr, Philipp von Foltz, Daniel Fohr, Christian Morgenstern, Thomas Fearnley, Wilhelm Kaulbach, Bernhard Stange, Anton Zwengauer, Christen Christensen, Alexander Bruckmann, Friedrich Vörtel, Joseph Petzl

## Andre kunstnerportrætter af Ditlev Blunck
- Portræt af arkitekten M.G.B. Bindesbøll, 1837, Ny Carlsberg Glyptotek
- Marinemaleren Anton Melbye, 1852, Den Hirschsprungske Samling